# 경주고등학교
경주고등학교(慶州高等學校)는 대한민국 경상북도 경주시 황오동에 위치한 사립 고등학교이다.

## 학교 연혁
- 1938년 2월 19일 : 재단법인 수봉교육재단 설립의 건 인가
- 1938년 2월 19일 : 초대 이사장에 이채우 선생 취임
- 1938년 3월 26일 : 경주공립고등보통학교 설립의 건 인가
- 1938년 4월 20일 : 경주공립심상소학교에서 개교
- 1938년 12월 11일 : 본교사(본관) 준공
- 1945년 11월 15일 : 광복후 초대 교장에 정영만 선생 취임
- 1948년 6월 11일 : 수봉 선생 동상 제막식 거행
- 1950년 6월 1일 : 학칙 변경으로 4년제 중학교로 변경 인가
- 1951년 8월 31일 : 교육법 개정으로 중학교 3년, 고등학교 3년제로 변경
- 1951년 9월 25일 : 계림에서 고등학교 개교식 거행
- 2001년 3월 1일 : 고등학교 학급인가(학년당 9학급, 총 27학급)
- 2001년 4월 21일 : 제5대 이사장에 이태형 선생 취임
- 2002년 4월 20일 : 석조 본관 준공
- 2007년 11월 5일 : 강당(괘정관) 준공
- 2009년 12월 17일 : 자율학교 선정
- 2010년 8월 20일 : 소운동장 인조잔디 완공
- 2024년 2월 7일 : 제73회 졸업식(197명) 총 졸업생 수 26,117명
- 2024년 3월 1일 : 제25대 교장 박영훈 선생 취임

## 참고 자료
- 경주고등학교 - 한국교육학술정보원 학교알리미